# Цавара, Ольга
Ол(ь)га Дзавара (греч. Όλγα Τζαβάρα; 21 ноября 1924, Афины — 25 июня 2013, Афины) — греческий спортивный стрелок, многократная чемпионка Греции по стрельбе и пятикратная чемпионка Европы в период с 1958 по 1962 год, а также мировая рекордсменка.
Она считалась «гранд-дамой» греческой стрельбы и пионером женской стрельбы в своей стране.

## Биография
Родилась в 1924 году в Афинах.
Ольга начала стрелять в 1956 году по настоянию своего дяди Костаса Ликуриса, отметившего у девушки определённые навыки. Она была спортсменкой клуба ΟΦΚΟ, где тренировалась под руководством Янниса Куциса —  участника летних Олимпийских игр 1952 и 1956 годов.
В общей сложности она пять раз побеждала на континентальных первенствах, становясь первой в соревнованиях  по трапу в 1958, 1959, 1960, 1961 и 1962 годах. В  1961 году  на ЧЕ в Берне Цавара также установила мировой рекорд с результатом 165/200.